# Calyptotheca obscura
Calyptotheca obscura is een mosdiertjessoort uit de familie van de Lanceoporidae. De wetenschappelijke naam van de soort is voor het eerst geldig gepubliceerd in 1989 door Harmelin, Cuadra & Garcia.